# Novolougovoïe (oblast de Novossibirsk)
Novolougovoïe (en russe : Новолуговое) est un village de Russie situé dans l'oblast de Novossibirsk.

## Géographie
Novolougovoïe se trouve au bord de la Inia au est de l'oblast de Novossibirsk. 

## Population
Recensements (*) et estimations de la population,,: 
|       | \| 2002* \| 2010* \| 2021* \| \| ----- \| ----- \| ----- \| \| 3 351 \| 4 104 \| 6 949 \| |       |
| 2002* | 2010*                                                                                     | 2021* |
| 3 351 | 4 104                                                                                     | 6 949 |